# Carib (bier)
Carib Lager is een biermerk uit Trinidad en Tobago. Het bier wordt gebrouwen in de Carib Brewery Trinidad Limited te Champs Fleurs. 
Het is een blonde lager met een alcoholpercentage van 5,2%. Dit bier is het best verkochte bier van het land.

## Geschiedenis
Carib Lager werd geïntroduceerd in 1950. In 2021 werd het zeventigjarig bestaan van het bier gemarkeerd met een herontwerp van het logo. Het nieuwe etiket bevat een schild met symbolen die verwijzen naar de regio.

## Productie en distributie
Carib Lager wordt gebrouwen door Carib Brewery, die naast de hoofdvestiging in Trinidad en Tobago ook brouwerijlocaties heeft in Grenada, Saint Kitts en de Verenigde Staten. De Amerikaanse vestiging bevindt zich in Cape Canaveral, Florida, en produceert meerdere bieren uit het assortiment van Carib Brewery, waaronder Carib Lager. Het bier is beschikbaar in meer dan dertig landen.
Sinds medio 2023 wordt Carib Lager tevens onder licentie gebrouwen in Canada en Griekenland. Deze uitbreiding is bedoeld om beter te kunnen inspelen op de internationale vraag en om transportkosten en de ecologische impact van distributie te beperken. In samenwerking met Globus Spirits is Carib Lager sinds januari 2025 ook beschikbaar op de Indiase markt. De productie en eerste distributie begonnen in de deelstaat Uttar Pradesh.